# Plinthosol

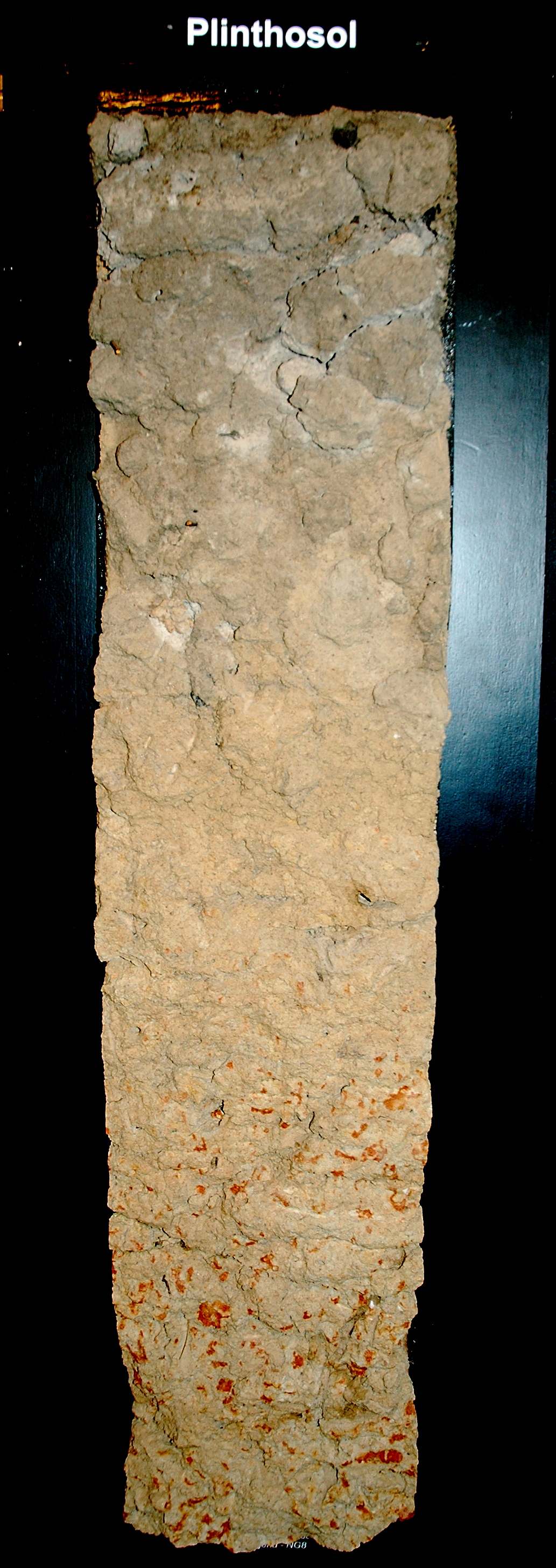
Plinthosol

Een Plinthosol (in de World Reference Base for Soil Resources) is een tropische bodem met plinthiet, een dichte ijzerrijke harde kleilaag. Ze komen overeen met de Plinthaquox, een Great Group van de Oxisolen in de USDA Soil Taxonomy.
Plinthosolen komen vooral voor op licht glooiende hellingen met een fluctuerende grondwaterstand in verweringsmateriaal van basisch gesteente. Voor het ontstaan van plinthiet is de aanwezigheid van voldoende ijzer, uit het moedermateriaal of door grondwater van elders aangevoerd, belangrijk.
Het bedrijven van landbouw op deze bodems wordt sterk beperkt door de lage bodemvruchtbaarheid en de slechte mogelijkheden voor beworteling. Plinthosolen worden voornamelijk gebruikt voor extensieve veeteelt.
Plinthosols beslaan wereldwijd ongeveer 60 miljoen hectare. Bodems met een zachte plinthiet zijn het meest algemeen in de vochtige tropen, met name in het oostelijk deel van het Amazonebekken, de Congo en delen van Zuidoost-Azië. Grote gebieden met uitgeharde plinthiet zijn te vinden in Zuid-Soedan en de Sahel-zone. Daarnaast op het Indische schiereiland, de drogere delen van Zuidoost-Azië en in het noorden van Australië.

## Literatuur

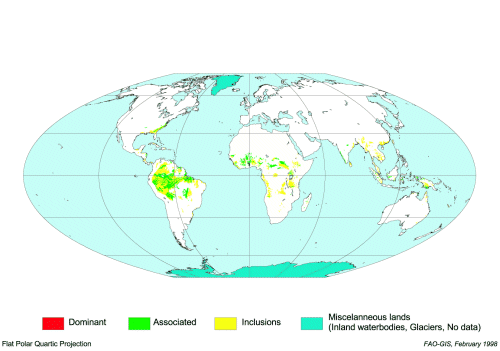
Voorkomen van Plinthosols